# Ольгинское (Донецкая область)
Ольгинское (укр. Ольгинське) — село на Украине, находится в Амвросиевском районе Донецкой области. Находится под контролем самопровозглашённой Донецкой Народной Республики.

## География
Село расположено на обоих берегах реки под названием Средний Еланчик (приток Сухого Еланчика, бассейн Азовского моря).

#### Соседние населённые пункты по странам света
С: Жукова Балка
СЗ: Войковский (выше по течению Среднего Еланчика)
СВ: Новоеланчик, Ленинское, Киселёвка, город Амвросиевка
З: Обрезное
В: Мокроеланчик
ЮЗ: Павловское, Светлый Луч, Культура
ЮВ: Кошарное, Василевка
Ю: Новоивановка, Ульяновское (ниже по течению Среднего Еланчика) 

## Население
Население по переписи 2001 года составляло 223 человека.

## Общая информация
Код КОАТУУ — 1420686005. Почтовый индекс — 87352. Телефонный код — 6259.

## Адрес местного совета
87352, Донецкая обл., Амвросиевский р-н, с. Новоивановка, ул. Советская, 5а; тел.: +38 (6259) 58-1-17.